# Bethlehemskirche (Berlin-Neukölln)
Die Bethlehemskirche in ehemaligen Böhmisch-Rixdorf im Berliner Bezirk Neukölln ist eine Berliner Dorfkirche und auch bekannt als Rixdorfer Dorfkirche beziehungsweise Dorfkirche Rixdorf. Sie wurde im 14. Jahrhundert errichtet; den Namen Bethlehemskirche trägt sie erst seit 1912.
Die Evangelisch-böhmisch-lutherische Bethlehemsgemeinde, welche das Gebäude 1912 in Bethlehemskirche umbenannt hatte, fusionierte 2003 mit der Gemeinde der Magdalenenkirche zur Evangelischen Kirchengemeinde Magdalenen und Bethlehem, welche kurz darauf mit weiteren Gemeinden zur Evangelischen Kirchengemeinde Rixdorf fusionierte. Letztere Gemeinde nutzt die Bethlehemskirche bis heute.
Nicht zu verwechseln ist die Bethlehemskirche mit den Einrichtungen der ehemaligen Evangelisch-reformierten Bethlehemsgemeinde – die 2023 in der Evangelisch-Reformierten Kirchengemeinde Berlin aufgegangen ist – wenige Minuten entfernt in der Richardstraße.

## Lage
Das geostete Kirchengebäude befindet sich an der Südwestseite des Richardplatzes, postalische Adresse Richardplatz 22. Nördlich wird das Kirchengrundstück von der Schudomastraße begrenzt und verfügt damit über zwei Straßensichtachsen. In Nachbarschaft des Kirchengeländes befand sich bis zu seiner Stilllegung der Böhmische Gottesacker, gemeinsam mit der in der Kirchgasse stehenden böhmischen Bethlehems-Kirche genutzt.

## Geschichte

### Erster Kirchenbau um das Jahr 1400
Im Jahr 1375 besaß Rixdorf nach dem Landbuch Karls IV. wohl noch keine Dorfkirche, denn Rixdorf war nach den Dokumenten zu Zahlungen an den Pfarrer von Tempelhof verpflichtet. Das widerspricht aber einer anderen unabhängigen Darstellung, nach welcher das Gotteshaus bereits 1322 eine Glocke erhielt.
Andererseits muss 1435 beim Verkauf Rixdorfs an die Städte Berlin/Cölln eine eigene Dorfkirche bereits vorhanden gewesen sein. Über die Gestaltung der Feldsteinquaderkirche als einfache Saalkirche ist nichts weiter bekannt. – Nach dem Übertritt Kurfürst Joachims II. zum Luthertum wurde die lutherische Konfession auch für die Kirchengemeinde in Rixdorf verbindlich. Der Übertritt der Hohenzollern im Jahr 1613, diesmal zum Calvinismus, verpflichtete die lutherischen Kirchengemeinden nicht zum erneuten Konfessionswechsel.

### Erneuertes Kirchengebäude

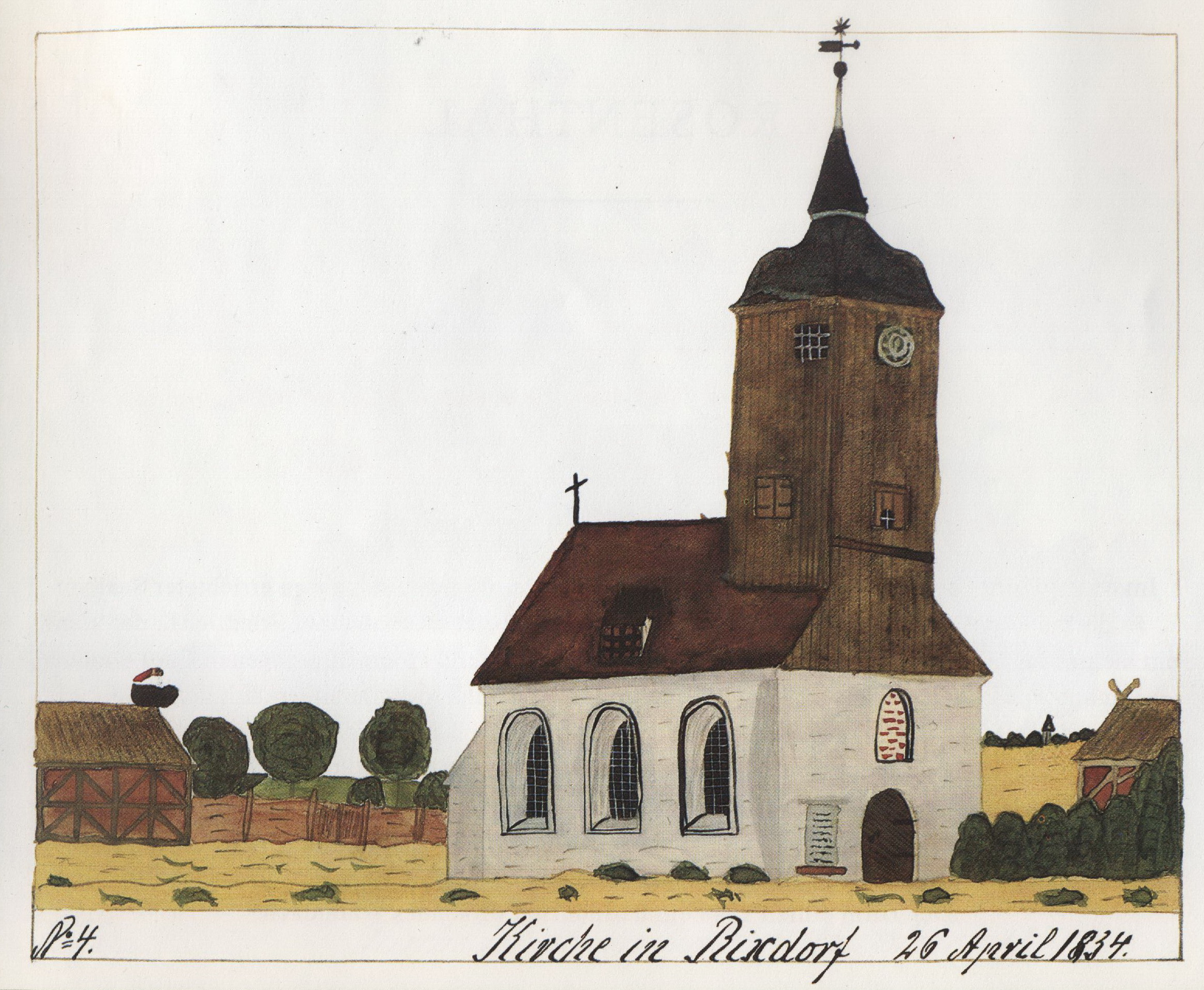
Zustand im Jahr 1834

Nachdem ein Brand die Dorfkirche 1639 vollkommen zerstört hatte, wurde sie neu erbaut und umgestaltet. Dabei wurden der Grundriss sowie einige übriggebliebene Mauern des Chores übernommen, so dass große Teile ihrer spätgotischen Substanz erhalten blieben. Sie bekam einen dreiseitigen Chorschluss. Die eingesetzten Feldsteine wurden verputzt, Ende des 20. Jahrhunderts mit frischem hellgelben Putz versehen.
Ab 1737 nutzten die Kirchgänger der Evangelisch-böhmisch-lutherischen Bethlehemsgemeinde das vorhandene Gotteshaus mit. Es handelte sich um Exulanten, die aus Böhmen geflüchtet waren und sich in Böhmisch-Rixdorf angesiedelt hatten. Die ersten Gottesdienste hatten sie in ihrem ersten dortigen Schulhaus abgehalten. Ein neues Schulgebäude, 1761 an gleicher Stelle in der Richardstraße fertiggestellt, wurde von den Gemeinden auch als Bethaus genutzt und diente somit als Simultankirche. Das um 1860 errichtete neue Schulhaus wurde bald zum Bethaus der reformierten Gemeinde und verfügt über einige architektonische Besonderheiten.
Das Gotteshaus aus dem Jahr 1640 gestaltete die böhmisch-lutherische Gemeinde im barocken Stil um, die Mauern wurden erhöht, der Kirchturm mit einem verbretterten Dachturm versehen. Sie kauften es 1812 von der Dorfgemeinde.
Nach Gründung der Evangelischen Kirche in den Königlich-Preußischen Landen 1817 wurden auch die lutherische Kirchengemeinde Rixdorf und die böhmisch-lutherische Bethlehemsgemeinde Glieder dieser neuen protestantischen Staatskirche, die neben den zahlenmäßig überwiegenden lutherischen auch reformierte und unierte Kirchengemeinden umfasste.
Bis 1853 blieb Rixdorfs Kirche eine Filiale von Berlin-Britz.

### Errichtung einer Filialkirche
Zwischen 1877 und 1879 erbaute die Kirchengemeinde Rixdorf, für deren wachsende Zahl an Mitgliedern die Dorfkirche zu klein geworden war, die Magdalenenkirche als neue Predigtstätte nach Plänen und unter Leitung der Architekten Hermann Bohl und Paul Wendt.

### Im 19. und 20. Jahrhundert: Wieder Umbauten und Namensgebung

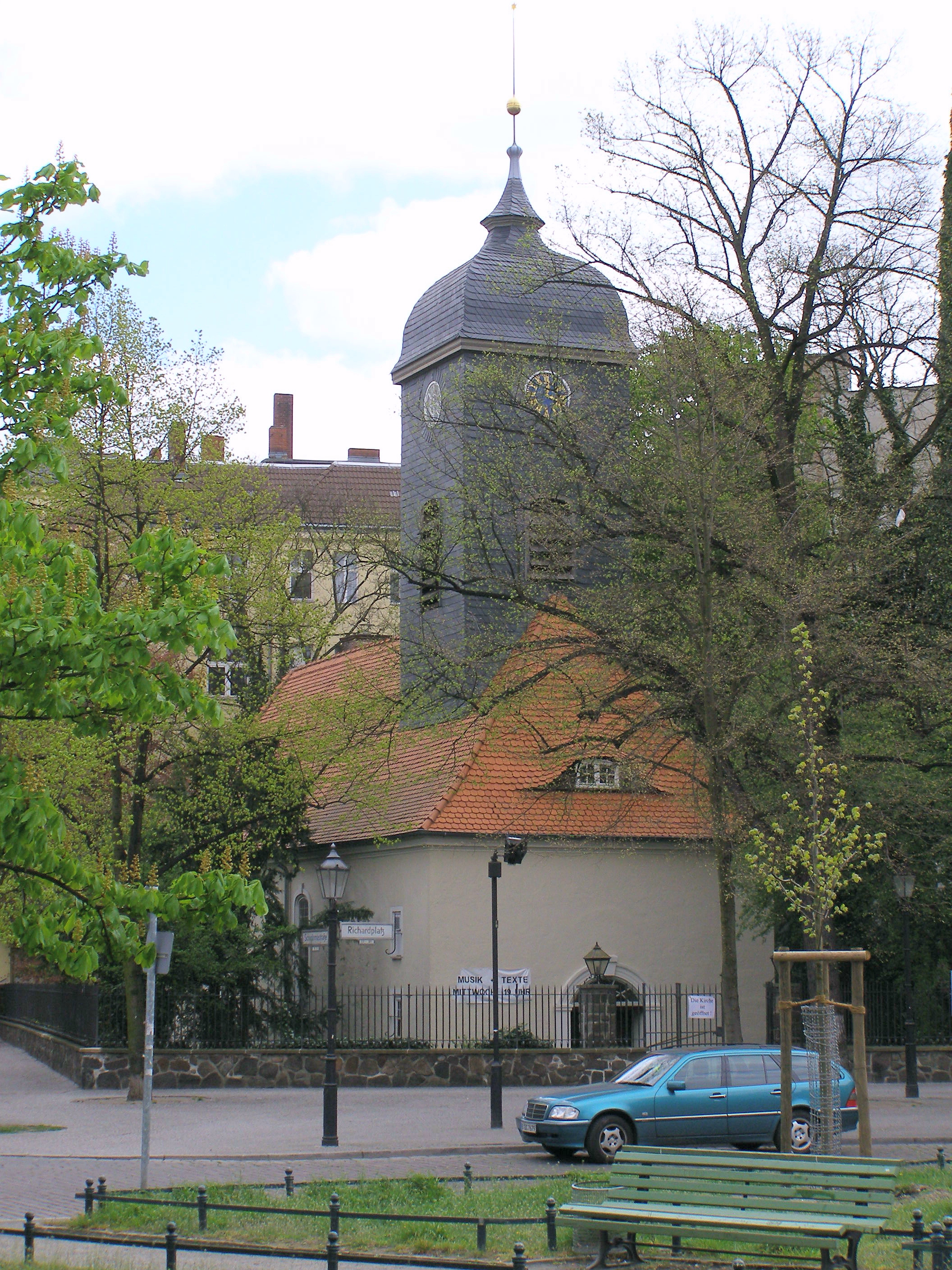
Bethlehemskirche

Im Jahr 1884 überließ die Kirchengemeinde Rixdorf ihre Dorfkirche der Böhmisch-Lutherischen Bethlehemsgemeinde. Diese veranlasste einen erneuten Umbau von 1885 bis 1887, wobei eine westliche Vorhalle und die östliche Fachwerksakristei entstanden.
1912 benannte die Böhmisch-Lutherische Kirchengemeinde die Dorfkirche Rixdorf in Bethlehemskirche um. Diese Bezeichnung geht auf die Bethlehemskapelle in Prag zurück, die für die Böhmischen Brüder eine wichtige Rolle spielt.
Die letzten größeren Umbauten erfolgten 1939 bis 1941, als unter Paul Poser (1876–1940) und Walter Peschke die Vorhalle verbreitert und das Dach neu gestaltet wurden.
Hierbei wurden der schon gemischte Baustil noch um klassizistische Elemente ergänzt sowie die Innenausstattung verändert.
Nach baulichen Schäden infolge des Zweiten Weltkriegs wurde das Gotteshaus 1949/1950 wieder instand gesetzt. Der Innenraum der Kirche wurde wieder sehr einfach gehalten, er besitzt eine ausgezeichnete Akustik, weshalb hier auch Konzerte stattfinden.

## Architektur

### Außen
Das Kirchengebäude ist ein einschiffiger Bau mit erhaltenen Elementen einer Feldsteinkirche. Das sakrale Bauwerk ist mit roten Dachziegeln eingedeckt, auf der Westseite befindet sich der rundbogige Haupteingang zum Kirchensaal. An den nördlichen und südlichen Seitenwänden sind je drei dreiteilige Sprossenfenster eingebaut, die mit einfarbigem Glas versehen sind.
Der um 1420 errichtete Kirchturm diente zunächst als Wehrturm, er verfügt über einen quadratischen Grundriss, seine Fassade und sein Dach wurden später vollständig mit Schiefer-Schindeln verkleidet. Eine welsche Haube bildet das Turmdach, über welcher noch eine Turmkugel und ein Kreuz angeordnet sind. Die Höhe des Turmes beträgt rund 25 m.
Im Turm ist eine Turmuhr installiert und Schallöffnungen nach allen vier Seiten zeigen, dass dahinter ein Geläut eingebaut wurde.

### Innen
Der Kirchensaal wird von einer flachen einfarbigen Decke abgeschlossen, in deren Mitte ein mehrarmiger Messing-Kronleuchter hängt. Vor der letzten Innenumgestaltung gab es mehrere Kronleuchter.
Der Chor hat einen fünfeckigen Grundriss. Die drei inneren Seiten verfügen über keine Fenster und der Hochaltar dominiert diesen Raum, wie ein Blick in den gesamten Chorraum zeigt.
Gegenüber der Apsis ist eine gerade Empore eingebaut, auf welcher eine Orgel installiert ist. Die Balustrade der Empore ist mit sechs quadratischen Ornamenttafeln geschmückt. Die Empore ruht auf vier hölzernen verzierten Säulen.
Im Turmvorraum führt eine kurze Treppe zur Empore hinauf, eine Dachgaube lässt hier etwas Tageslicht in das Treppenhaus einfallen.

## Ausstattung

### Altar, Kanzel, Gedenktafel

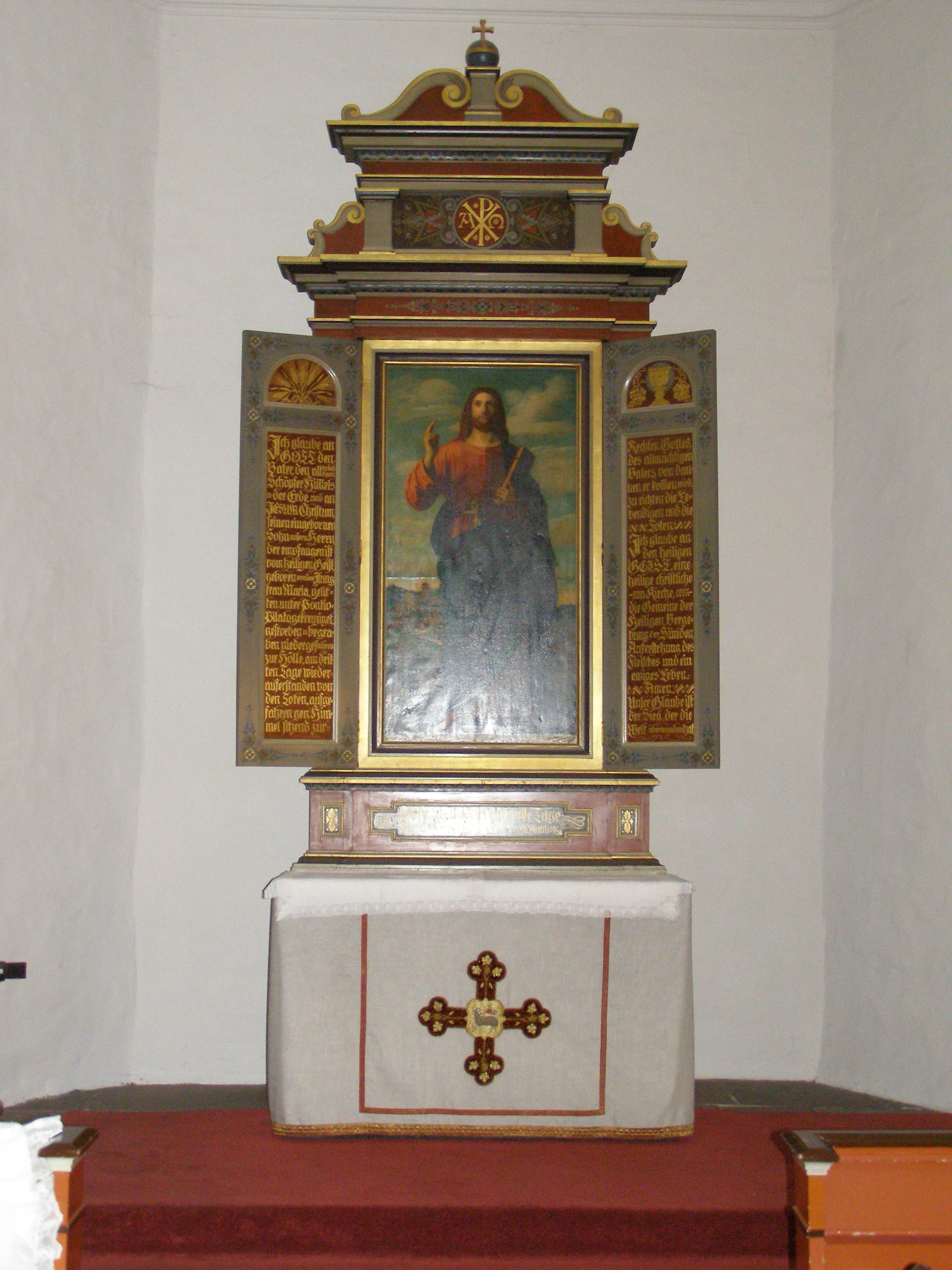
Altar der Kirche

Der gesamte Chorraum bildet ein Podium, das drei Stufen gegenüber dem Kirchsaal erhöht steht. Der Flügelaltar zeigt auf beiden Seitenflügeln im geöffneten Zustand Bibelsprüche und das Gemälde in der Mitte stellt Jesus Christus dar. Der Altartisch kann mit wechselnden Decken geschmückt werden, an denen oft ein einfaches Kreuz angebracht ist.
Seitwärts im Chor befindet sich eine Kanzel, mit Ornamenten und Symbolen geschmückt. Ein paar Stufen führen zum Kanzelkorb, der vier hölzerne Tafeln mit der symbolischen Darstellung der vier Evangelisten trägt.
An der nördlichen Chorwand erinnert eine Gedenktafel an die Toten der Gemeinde aus dem Ersten Weltkrieg.

### Bestuhlung und Fußboden
Bis zur Innenraumrestaurierung nach dem Zweiten Weltkrieg verfügte der Kirchenraum über einfache hölzerne Bänke, die später gegen kompaktere Bankreihen ausgetauscht wurden, deren Seitenlehnen gefälliger gestaltet sind. Alle Kirchenbänke sowie der Fußboden sind seit dem Ende des Jahres 2021 mit roten samtartigen Textilien ausgelegt. Etwa 30 Bänke sind im Raum angeordnet, getrennt durch einen bequemen Mittelgang. Sie bieten Platz für ungefähr 300 Kirchgänger.

### Orgel
Auf der Empore ist eine kleine Orgel aus der Werkstatt von E. F. Walcker installiert, die im Jahr 1960 erbaut worden ist. Das zweimanualige Instrument verfügt über folgende Disposition:
| I Manual |           |         |  |
| 1.       | Rohrflöte | 8′      |  |
| 2.       | Prinzipal | 4′      |  |
| 3.       | Waldflöte | 2′      |  |
| 4.       | Mixtur    | 3-4fach |  |

| II Manual |              |       |
| 5.        | Gedackt      | 8′    |
| 6.        | Nachthorn    | 4′    |
| 7.        | Prínzipal    | 2′    |
| 8.        | Sesquialtera | 2fach |

| Pedal |         |     |
| 09.   | Subbass | 16′ |
| 10.   | Pommer  | 04′ |

- Koppeln: II/I, I/P, II/P

Es darf angenommen werden, dass es bereits vorher Orgeln auf der Empore gab.

### Geläut
Im Jahr 1322 wurde im Kirchturm die erste Glocke feierlich in Betrieb genommen.

## Nutzungen und Zusammenschlüsse
Der ein- bis zweimal monatlich stattfindende Gottesdienst wird in Deutsch gehalten, verwendet jedoch die alte Liturgie.
Seit dem 1. Januar 2006 gehört die Bethlehemskirche zusammen mit der Magdalenenkirche, der Ananias-Kirche und der Tabea-Kirche zur Evangelischen Kirchengemeinde Rixdorf.

## Seelsorge, Gemeindearbeit und Sonstiges
Im Lauf der Jahrhunderte waren zahlreiche Pfarrer für die Gemeinde tätig. Bedeutend für die Kirchengeschichte waren die jeweiligen Seelsorger, unter denen am Gotteshaus gebaut wurde oder bei starker Zuwanderung der christlichen Gemeinde.
Gegenwärtig leitet Jürgen Fuhrmann das Pfarramt, zusammen mit Julika Wilcke und Florian Wilcke.
Die Kirchengemeinde ist in zahlreichen sozialen Bereichen tätig. Sie unterhält auch Kontakte zu christlichen Gemeinden in Tschechien. Räume im Gemeindehaus werden unter anderem der Iranisch-Presbyterianischen Gemeinde für Gottesdienst und Sozialberatung zur Verfügung gestellt.
Es gibt kein eigenes Gemeindehaus für die Bethlehemskirche, sondern die Mitglieder und Interessengruppen teilen sich die Räumlichkeiten in den Gemeindezentren Karl-Marx-Straße 197 und Sonnenallee 301.
Im Foyer eines dieser Gemeindehäuser zeigt eine Dauerausstellung mit dem Titel Auszug und Ankunft. Der Weg der Evangelisch-Reformierten Bethlehemsgemeinde durch drei Jahrhunderte die detaillierte Gemeindegeschichte.
Die Gemeinden der Bethlehemskirche, Magdalenenkirche und Tabea-Kirche bilden den evangelischen Kirchenkreis Neukölln und geben regelmäßig einen gemeinsamen Gemeindebrief heraus.
Auf einer Brandmauer des Wohnhauses Richardstraße 99 hat die Künstlergruppe Ratgeb im Jahr 1981 das Wandbild Rixdorfer Bühne gestaltet. Es zeigt(e) Nachfahren der böhmischen Glaubensflüchtlinge und einen Osterumzug mit Exulanten im Jahr 1732. Darüber wurde ein Gemälde von J. F. Hennings (Ansicht von Rixdorf 1790) nachgestaltet. Zu sehen ist (war) auch der große Brand im Jahre 1849. An die  1980er Kahre erinnert(e) ein Mitglied der Hausbesetzerszene. Das Wandbild ist im 21. Jahrhundert verbaut und damit nicht mehr sichtbar.